# Коммерческая воздушная перевозка
Комме́рческая возду́шная перево́зка — услуга по доставке пассажиров или грузов в пункт назначения, производимая за плату.

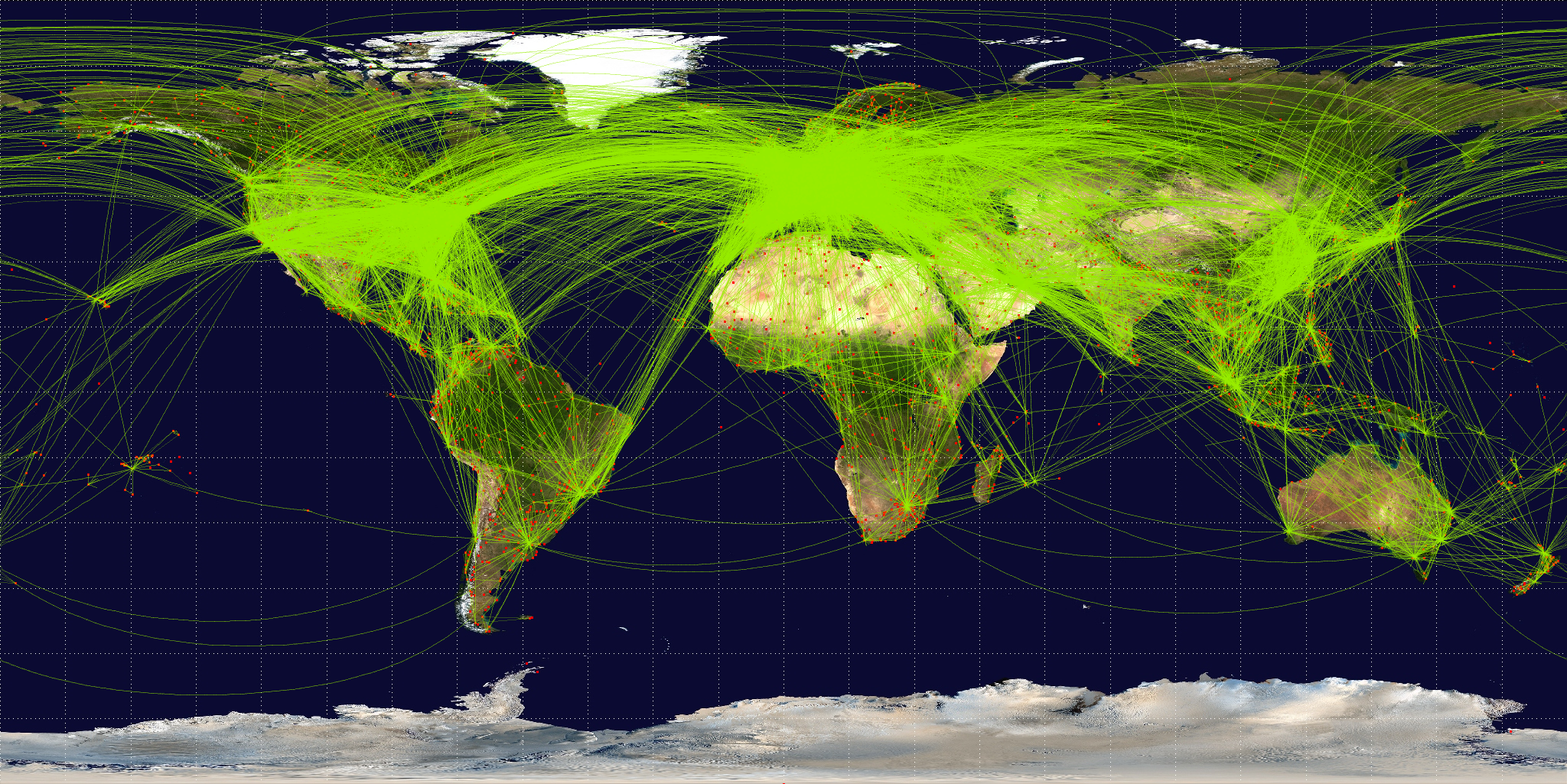
Основные авиалинии на 2009 год.

Коммерческими называются авиаперевозки, осуществляемые на основании заключенного договора. Как правило, они связаны с последующей реализацией перевозимой продукции и т.п. Осуществлять такого рода транспортировки можно на основании соответствующей лицензии.
Перевозчики при выполнении коммерческих воздушных перевозок обязаны соблюдать правила воздушных перевозок пассажиров, грузов и требования к обслуживанию пассажиров, грузоотправителей, устанавливаемые авиационными правилами. Перевозчики могут устанавливать свои правила воздушных перевозок, но правила не должны противоречить правилам воздушных перевозок и ухудшать уровень обслуживания пассажиров, грузоотправителей. Перевозчик обязан организовывать обслуживание пассажиров и воздушных судов.

## Виды воздушных перевозок
Регулярные воздушные перевозки — перевозки, осуществляемые на рейсах воздушных судов, выполняемых в соответствии с расписанием.
Нерегулярные воздушные перевозки — перевозки, выполняемые на нерегулярных (чартерных) рейсах, в соответствии с договором на авиаперевозку.
Международные воздушные перевозки — перевозки, выполняемые из одной страны в другую.
Межрегиональные воздушные перевозки — внутренние воздушные перевозки по установленным воздушным линиям между пунктами, расположенными в одной стране.